# Parc quasi national de Kitakyūshū
Le parc quasi national de Kitakyūshū (北九州国定公園, Kitakyūshū Kokutei Kōen) est un parc quasi national dans la préfecture de Fukuoka au Japon. Créé le 16 octobre 1972, il couvre une superficie de 82,49 km2.
Le mont Sarakura se trouve dans le parc.

## Source de la traduction
- (en) Cet article est partiellement ou en totalité issu de l’article de Wikipédia en anglais intitulé « Kitakyūshū Quasi-National Park » (voir la liste des auteurs).